# Rafael Romero y Barros
Rafael Romero y Barros (Moguer, 30 de maig de 1832 - Còrdova, 2 de desembre de 1895) va ser un pintor espanyol.
Cursà estudis a Sevilla estudiant Llatí i Filosofia entre els anys 1844 i 1847. El seu aprenentatge de la pintura l'inicia amb el paisatgista sevillà Manuel Barrón y Carrillo, juntament amb els germans Valeriano Bécquer i Gustavo Bécquer.
El 1862 va marxar a Còrdova per a dirigir el Museu Provincial de Pintura. Va fundar l'Escola de Música i l'Escola Provincial de Belles Arts, organitzant i dirigint a més el Museu Arqueològic.
Va ser un autor prolífic escrivint nombrosos articles que publicava a la premsa diària i a diverses revistes especialitzades. Va ser mestre d'una gran quantitat d'artistes cordovesos com els seus fills Rafael, Enrique i Julio Romero de Torres, Mateo Inurria, Tomás Muñoz Lucena, Juan Montis, i una llarga llista d'orfebres i artesans que van veure un renaixement en la noblesa dels seus oficis al rebre la saba de l'humanista i enciclopèdic saber del mestre moguereño.
A causa del seu nivell cultural, així com al seu coneixement de la realitat social, va prendre part activa en l'Associació d'Obrers Cordovesos, ocupant el càrrec de Secretari fins a la seva mort.